# Stillingsfuldmagt
Stillingsfuldmagt er en speciel type fuldmagt, hvor bemyndigelsen er baseret på sædvane og/eller lovbestemmelser, der knytter sig til en fysisk persons stilling i en virksomhed. Stort set alle ansættelsesforhold indebærer en stillingsfuldmagt i en eller anden form.
Inden for lovbestemte stillingsfuldmagter er prokura den væsentligste, mens der inden for sædvanebestemte fuldmagter i sagens natur ikke er nogen nærmere defineret form eller indhold. Når det skal vurderes om en fuldmagtsgiver (her arbejdsgiveren) er bundet af fuldmægtigens (her arbejdstagerens) dispositioner, lægges der vægt på hovedsageligt to parametre. For det første vurderes værdien og sædvanligheden af handlen i forhold til hvad der er typisk for den pågældende stilling. For det andet medregnes det, om fuldmægtigen var nødt til at handle inden for kort tid, således at en chance måtte antages at være forbigået såfremt der skulle indhentes særskilt fuldmagt.
Sædvanebestemte stillingsfuldmagters indhold er især interessante for direktører og ansatte i detailhandelen, mens bemyndigelsen for ansatte i industriproduktion, der ikke har kontakt med omverdenen i forbindelse med deres arbejde, ikke er af særlig stor betydning.
Man tilbagekalder en stillingsfuldmagt ved at fjerne den pågældende person fra hans stilling. Det er altså ikke nok blot at opsige personen, da dette ikke giver noget signal til omverdenen om, at han ikke længere er bemyndiget til at handle på virksomhedens vegne.